# Vahrn
Vahrn (Italiaans: Varna) is een gemeente in de Italiaanse provincie Zuid-Tirol (regio Trentino-Zuid-Tirol) en telt 3749 inwoners (31-12-2004). De oppervlakte bedraagt 70 km², de bevolkingsdichtheid is 54 inwoners per km².

## Geografie
De gemeente ligt op ongeveer 671 m boven zeeniveau.
Vahrn grenst aan de volgende gemeenten: Brixen, Feldthurns, Franzensfeste, Klausen, Natz-Schabs, Sarntal.
De volgende Fraktionen maken deel uit van de gemeente:
- Elisabethsiedlung (Santa Elisabetta)
- Löweviertel (Leone)
- Neustift (Novacella)
- Schalders (Scaleres)
- Spiluck (Spelonca)
- Vahrn (Varna)

## Externe link

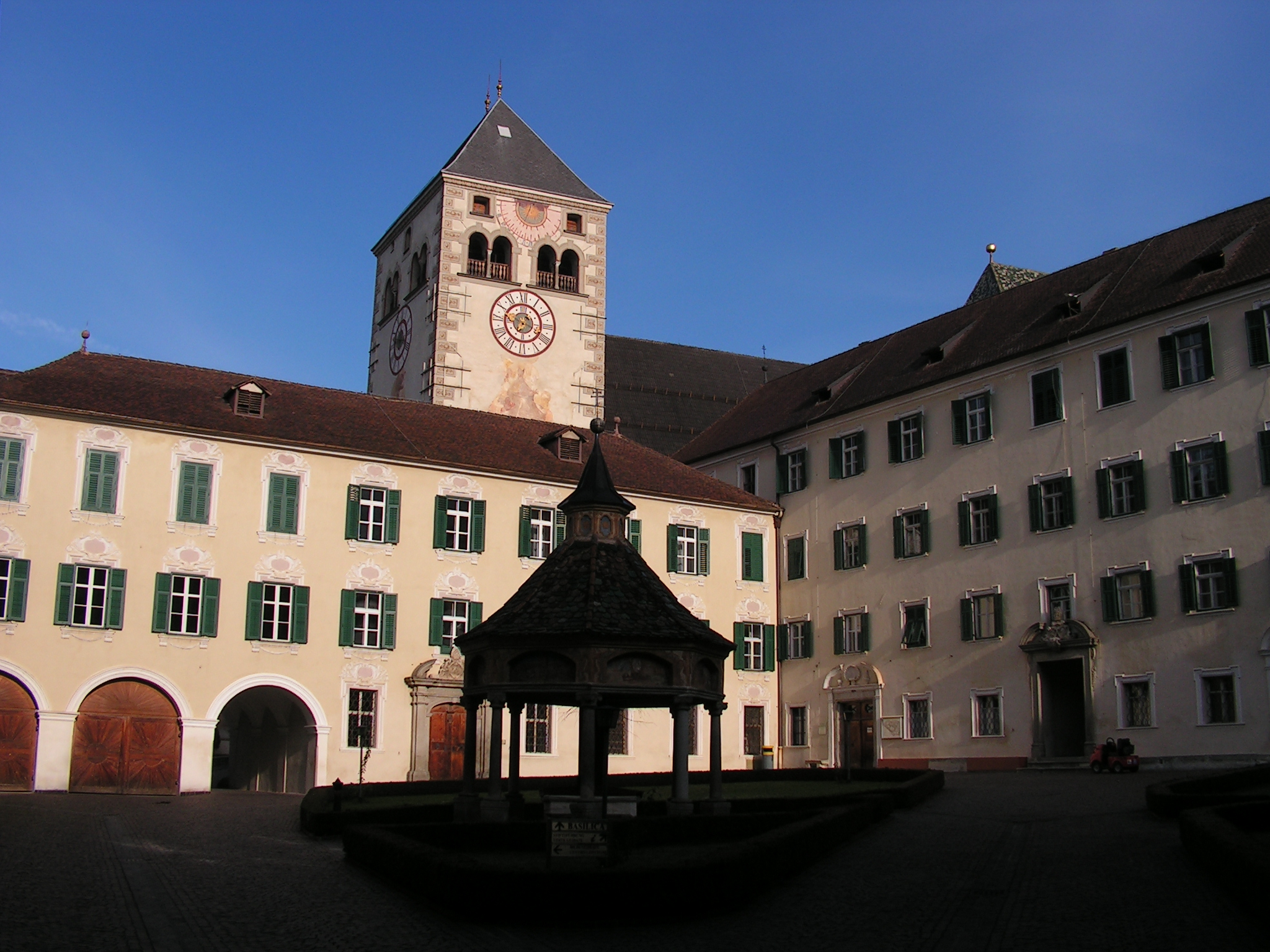